# Europese kampioenschappen shorttrack 2019
De Europese kampioenschappen shorttrack 2019 werden van 11 tot en met 13 januari 2019 georganiseerd in de Sportboulevard te Dordrecht (Nederland). Dit was de hal waar in 2015 ook het Europees kampioenschap werd gehouden.

## Medailles

### Mannen
| Onderdeel         | Goud | Goud                                                     | Zilver | Zilver                                                       | Brons | Brons                                                                   |
| ----------------- | ---- | -------------------------------------------------------- | ------ | ------------------------------------------------------------ | ----- | ----------------------------------------------------------------------- |
| 500m              | HUN  | Shaoang Liu                                              | HUN    | Shaolin Sándor Liu                                           | RUS   | Pavel Sitnikov                                                          |
| 1000m             | RUS  | Semjon Jelistratov                                       | HUN    | Shaolin Sándor Liu                                           | RUS   | Denis Ajrapetjan                                                        |
| 1500m             | HUN  | Shaolin Sándor Liu                                       | HUN    | Shaoang Liu                                                  | RUS   | Semjon Jelistratov                                                      |
| 3000m superfinale | ITA  | Yuri Confortola                                          | ISR    | Vladislav Bykanov                                            | HUN   | Shaoang Liu                                                             |
| Klassement        | HUN  | Shaolin Sándor Liu                                       | HUN    | Shaoang Liu                                                  | RUS   | Semjon Jelistratov                                                      |
| Aflossing         | HUN  | Shaolin Sándor Liu Shaoang Liu Csaba Burján Cole Krueger | NED    | Daan Breeuwsma Jasper Brunsmann Itzhak de Laat Dennis Visser | RUS   | Denis Ajrapetjan Semjon Jelistratov Alexander Sjoelginov Pavel Sitnikov |

### Vrouwen
| Onderdeel         | Goud | Goud                                                                | Zilver | Zilver                                                                             | Brons | Brons                                                         |
| ----------------- | ---- | ------------------------------------------------------------------- | ------ | ---------------------------------------------------------------------------------- | ----- | ------------------------------------------------------------- |
| 500m              | POL  | Natalia Maliszewska                                                 | ITA    | Martina Valcepina                                                                  | NED   | Lara van Ruijven                                              |
| 1000m             | RUS  | Sofia Prosvirnova                                                   | FRA    | Tifany Huot-Marchand                                                               | GBR   | Elise Christie                                                |
| 1500m             | NED  | Suzanne Schulting                                                   | GBR    | Elise Christie                                                                     | RUS   | Sofia Prosvirnova                                             |
| 3000m superfinale | NED  | Suzanne Schulting                                                   | BEL    | Hanne Desmet                                                                       | GBR   | Elise Christie                                                |
| Klassement        | NED  | Suzanne Schulting                                                   | RUS    | Sofia Prosvirnova                                                                  | GBR   | Elise Christie                                                |
| Aflossing         | NED  | Suzanne Schulting Rianne de Vries Lara van Ruijven Yara van Kerkhof | RUS    | Sofia Prosvirnova Jekaterina Jefremenkova Jekaterina Konstantinova Emina Malagitsj | HUN   | Sára Luca Bácskai Petra Jászapáti Marta Knoch Barbara Somogyi |

## Eindklassementen

### Mannen
| #      | Schaatser          | Land      | Punten |
| ------ | ------------------ | --------- | ------ |
| Goud   | Shaolin Sándor Liu | Hongarije | 84     |
| Zilver | Shaoang Liu        | Hongarije | 71     |
| Brons  | Semjon Jelistratov | Rusland   | 55     |
| 4      | Yuri Confortola    | Italië    | 39     |
| 5      | Vladislav Bykanov  | Israël    | 26     |
| 6      | Denis Ajrapetjan   | Rusland   | 23     |
| 7      | Pavel Sitnikov     | Rusland   | 14     |
| 8      | Sébastien Lepape   | Frankrijk | 11     |
| 9      | Thibaut Fauconnet  | Frankrijk | 9      |
| 10     | Stijn Desmet       | België    | 6      |

### Vrouwen
| #      | Schaatser               | Land                | Punten |
| ------ | ----------------------- | ------------------- | ------ |
| Goud   | Suzanne Schulting       | Nederland           | 76     |
| Zilver | Sofia Prosvirnova       | Rusland             | 57     |
| Brons  | Elise Christie          | Verenigd Koninkrijk | 47     |
| 4      | Natalia Maliszewska     | Polen               | 42     |
| 5      | Hanne Desmet            | België              | 29     |
| 6      | Tifany Huot-Marchand    | Frankrijk           | 28     |
| 7      | Lara van Ruijven        | Nederland           | 24     |
| 8      | Martina Valcepina       | Italië              | 23     |
| 9      | Petra Jászapáti         | Hongarije           | 7      |
| 10     | Jekaterina Jefremenkova | Rusland             | 5      |

Malmö 1997 · 
Boedapest 1998 · 
Oberstdorf 1999 · 
Bormio 2000 · 
Den Haag 2001 · 
Grenoble 2002 · 
Sint-Petersburg 2003 · 
Zoetermeer 2004 · 
Turijn 2005 · 
Krynica Zdrój 2006 · 
Sheffield 2007 ·
Ventspils 2008 · 
Turijn 2009 · 
Dresden 2010 · 
Heerenveen 2011 · 
Mladá Boleslav 2012 · 
Malmö 2013 · 
Dresden 2014 · 
Dordrecht 2015 · 
Sotsji 2016 · 
Turijn 2017 · 
Dresden 2018 · 
Dordrecht 2019 · 
Debrecen 2020 · 
Gdańsk 2021 · 
Dresden 2022 · 
Gdańsk 2023 · 
Gdańsk 2024 · 
Dresden 2025